# Novorojenček
Novorojênček, tudi novorojênec (latinsko neonatus), je otrok od rojstva do štirih tednov starosti, medtem ko se izraz dojenček uporablja za otroka, starega do enega leta. 
Novorojenčka, ki se rodi prezgodaj, in sicer pred 37. tednom nosečnosti, imenujemo nedonošenček (nedonošeni plod). Donošenčki (donošeni plodi) so rojeni med 37. in 42. tednom nosečnosti, prenošenčki (prenošeni plod) pa po 42. tednu. 
Normalna višina novorojenčka je okoli 50–65 centrimetrov, teža pa 2–4 kg.
Ob rojstvu se lahko določi zrelost ploda glede na izgled kože, četudi točen izračun tedna ni bil mogoč. Pri novorojenčku kožo pogosto prekriva tako imenovana sirasta maz (vernix caseosa), ki se tvori v 27. tednu nosečnosti, po 40. tednu pa navadno izgine. Prenošenčki imajo zaradi odsotne siraste mazi navadno suho in raskavo kožo.
V veliki večini držav začnejo veljati človekove pravice za novorojenčka takoj po rojstvu. Obstajajo pa tudi zagovorniki mišljenja, da bi se novorojenček obravnaval kot plod, kar bi omogočilo zakonito usmrtitev novorojenčka iz določenih, medicinsko utemeljenih razlogov (na primer huda prizadetost). 